# 밀란 쿤데라
밀란 쿤데라(체코어: Milan Kundera, 체코어 발음: [ˈmɪlan ˈkundɛra] ( 듣기), 1929년 4월 1일~2023년 7월 11일)는 체코와 프랑스의 소설가이다. 체코슬로바키아 브르노에서 태어났다. 그러나 체코가 소련군에 점령 당한 후 시민권을 박탈 당해, 프랑스로 망명하였다. 이후 1989년 체코 민주화 이후 본국으로 임시 귀국하였다.

## 쿤데라의 삶
그는 체코슬로바키아 브르노의 상당히 기품 있는 집안에서 루드비크 쿤데라(1891년~1971년)의 아들로 태어났다. 루드비크는 작곡가 레오시 야나체크(1854년~1928년)의 문하생이었으며, 체코의 주요한 음악학자이자 피아니스트이기도 하다. 1948년에서 1961년 사이에는 브르노 뮤지컬 아카데미의 수장이었다. 쿤데라는 그의 아버지에게서 피아노를 배웠다. 나중에는 그 역시 음악학을 공부했다. 이러한 음악적 배경은 그의 작품의 근간이 된다. 심지어 그는 악상 기호를 텍스트 속에 그려 넣기도 했다.
1948년, 그는 브르노에서 중등교육 과정을 마친다. 그는 프라하 카렐 대학교의 예술학부에서 문학과 미학을 공부했으나, 두 학기만에 프라하의 공연예술 아카데미의 영화학부로 옮겼다. 그곳에서 그는 처음으로 영화 기획과 희곡 창작에 대한 강의를 들었다. 영화 아카데미 AMU에서 조교로 활동하기도 했다. 1950년에, 그는 잠시 정치적인 이유로 인해 학업을 중단 당했다. 1952년 졸업 후에, 영화 아카데미에서 세계 문학을 가르치는 강사가 되었다. 쿤데라는 민주주의의 체코슬로바크를 경험하지 않은 젊은 세대에 속했다. 당시 체코슬로바키아의 젊은이의 사상은 체코슬로바키아 공산당에 의해 많은 영향을 받았다. 1950년, 그와 얀 트레풀카(Jan Trefulka)라고 하는 체코의 작가는 "반공산당 활동"이라는 죄목으로 공산당에서 추방당했다. 트리펄카는 이 사건을 그의 중편소설 《그들에게 내린 행복》(1962)에 묘사했다. 밀란 쿤데라 역시 이 사건을 《농담》(1967)에서 메인 테마로 사용하였다.
1956년에 쿤데라는 공산당에 재입당했다. 그러나 1968년 체코의 예술가이자 작가인 바츨라프 하벨과 함께 프라하의 봄에 참여하였다. 이후 1970년 다시 공산당에서 추방 당했다.
쿤데라는 1975년부터 프랑스에 거주했으며, 1981년에 프랑스 시민권을 취득했다. 이후 2019년에 다시 체코 국적을 회복했다.

## 작품 활동
쿤데라의 1번째 소설 《농담》에서는 사회주의 체제의 전체주의적 특질에 대한 풍자적 내용이 담겨있다. 그의 이와 같은 사회주의에 대한 비판으로 인해, 1968년 소비에트 연방이 그의 고향을 점령한 이후 쿤데라는 곧 블랙리스트에 올랐으며 얼마간 그의 집필 활동이 금지되었다. 1975년, 프랑스로 망명했다. 그곳에서 그는 《웃음과 망각의 책》(1979)을 썼다. 《웃음과 망각의 책》은 다양한 방법으로 소비에트 체제에 저항하고 있는 체코 시민들의 이야기이다.
1984년, 그는 《참을 수 없는 존재의 가벼움》을 발표했다. 이 작품은 그의 대표작이기도 하다. 이 책에서는 개인의 운명이 얼마나 덧없는 것인지 그리고 있으며, 위험을 무릅쓰고 사는 한 사람의 삶이라는 것이 반복과 경험, 시험과 실패의 가능성조차 없는 것이라고 말한다. 1988년, 미국의 영화감독 필립 코프먼은 이 작품을 영화화했다. 1990년, 쿤데라는 이 소설을 재발간 하기에 이른다. 체코에서 쿤데라가 집필한 마지막 작품인 이 소설은, 그의 어떤 작품보다 세계주의적이며, 철학적(조금 정치적이기도 하다)이다.
쿤데라는 자신을 정치적 혹은 반체제적 작가가 아니라 순수한 작가로서 보아달라고 누차 강조했다. 정치적 코멘트는 (특히 웃음과 망각에 관한 책에서부터) 광의의 철학적 테마인 경우를 제외하고는 사라졌기 때문이다. 쿤데라 소설의 스타일은 철학적 여담(餘談)의 얽힘이자, 로베르트 무질의 소설과 니체의 산문에서 많은 영향을 받았다. 이러한 쿤데라의 소설적 기법은 알랭 드 보통이나 애덤 서웰과 같은 사람들에 의해 차용되었다. 쿤데라는 소설적 영감을 조반니 보카치오나 라블레뿐만 아니라 로렌스 스턴, 드니 디드로, 무질, 비톨트 곰브로비치, 헤르만 브로흐, 프란츠 카프카, 마르틴 하이데거와 같은 사람들로부터 얻었다.
또한 그는 체코 전통 음악이나 버르토크 벨러, 레오시 야나체크와 같은 사람들의 음악에서도 영향을 받았다. 이러한 영향때문에 그는 자신의 첫 소설 농담에 음표를 그려넣기도 했다. 이뿐만 아니라 쉰베르크의 무조성 개념을 도입했다. 정치적인 확장으로도 나아갔다(향수 (소설)).
작품들을 체코어와 프랑스어로 썼지만, 1985-1987년 사이에 이전에 쓴 작품들의 프랑스어 번역을 수정했다. 따라서 프랑스어본을 권위를 가진 원본으로 취급한다. 국내 번역 작품들도 프랑스어본으로 번역하고 있다.

## 주요 저서
- 농담(1967)
- 우스꽝스러운 사랑들(1974) - 소설 '농담'이 발표되기 전, 1960년대에 발표된 그의 짧막한 작품들을 모음
- 생은 다른 곳에(1969)
- 참을 수 없는 존재의 가벼움(1984)
- 웃음과 망각에 관한 책(1979)
- 불멸(1990)
- 느림(1993)
- 정체성(1998)
- 향수(2000)
- 무의미의 축제(2014)